# Zager & Evans
Zager & Evans fue un dúo de música rock de Lincoln, Nebraska, de finales de los años 1960 y principios de los 1970. El nombre proviene de sus dos miembros, Danny Zager y Rick Evans, quienes se conocieron en la universidad Wesleyana de Nebraska. Dave Trupp y Mark Dalton solían acompañar al dúo. 
Zager y Evans se hicieron famosos por el tema "In the Year 2525" ("En el año 2525"), escrito por Rick Evans, que alcanzó el número 1 de las listas en julio de 1969. La canción prevenía sobre los peligros de la tecnología, dibujando un futuro en el cual la especie humana sería destruida por sus propias innovaciones tecnológicas y médicas, así como por la ira divina. La última estrofa de la canción insinúa un ciclo continuo de nacimiento-muerte-renacimiento de la humanidad.
"In the Year 2525" estuvo durante 6 semanas como número uno en las listas de los más populares en 1969. También llegó a ser número 1 en el Reino Unido. La coincidencia hizo que fuera número 1 de las listas en los EE. UU el 20 de julio de 1969, fecha en la que los astronautas Neil Armstrong y Buzz Aldrin alunizaron por primera vez. Fue nominada también ese mismo año al premio especial Hugo Award.
La canción fue escrita originalmente en 1964 y grabada y puesta a la venta en 1967 por la discográfica Truth Record. El dúo firmó entonces con RCA Records.
Danny Zager y Rick Evans disolvieron el dúo, pero ambos continúan en el mundo de la música y siguen siendo amigos. Danny Zager construye guitarras a medida.
Rick Evans falleció en febrero de 2018.

## Enlaces enternos
- Web de Zager Guitars

- Datos: Q140295